# Enis Saramati
Enis Saramati, slovenski nogometaš, * 19. april 1994.
Saramati je profesionalni nogometaš, ki igra na položaju vezista. Od leta 2022 je član nemškega kluba TSV Wacker 50. Ped tem je igral za slovenska kluba Rudar Velenje in Šmartno 1928 ter nemška SpVgg Weiden in SV Donaustauf. Skupno je v prvi slovenski ligi odigral 13 tekem, v drugi slovenski ligi pa 20 tekem. Bil je tudi član slovenske reprezentance do 18 in 19 let.